# Ascotheca
Ascotheca, monotipični biljni rod iz porodice primogovki smješten u tribus Justicieae, dio potporodice Acanthoideae. Jedina vrsta je polugrm ili grm A. paucinervia iz zapadne tropske Afrike. Opisan je u Flore du Gabon 13: 209. 1966.

## Sinonimi
- Justicia paucinervia T.Anderson ex C.B.Clarke; Oliv. et al. (eds.), Fl. Trop. Afr. 5: 186 (1899)
- Ruellia paucinervia (T.Anderson ex C.B.Clarke) Heine; Kew Bull. 16: 181 (1962)
- Rungia obcordata Lindau; Bot. Jahrb. Syst. 38: 71 (1905)
- Rungia paucinervia (T.Anderson ex C.B.Clarke) Heine; Kew Bull. 16: 181 (1962)